# 熊飞 (少将)
熊飞（1911年—2000年），中国人民解放军将领、中国人民解放军开国少将。
曾任中国人民解放军济南军区后勤部政委。1955年，授予中国人民解放军少将。